# عباس جلیلیان
عباس جلیلیان ملقب به آکو (زادهٔ ۲۳ آذر ۱۳۴۹) نویسنده، فرهنگ‌نویس و پژوهشگر فولکلور کردستان ایران است. وی به دلیل نگارش واژه‌نامه فرهنگ باشور: کردی - کردی - فارسی شناخته شده‌است.
جلیلیان در حال تدوین دانشنامهٔ بزرگ کردی با نام کوردیکا است که تاکنون چند جلد آن منتشر شده‌است. او در پاییز ۱۳۹۸ برندهٔ جایزه ادبی باشور شد.

## زندگی‌نامه
عباس جلیلیان ۲۳ آذر سال ۱۳۴۹ در اسلام‌آباد غرب متولد شد.

## فعالیت‌ها
عباس جلیلیان از سال ۱۳۶۷، پژوهش، تدوین و نگارش آثار و دایرةالمعارف زبان کُردی را آغاز کرد. فرهنگ کردی – فارسی باشور مشتمل بر ۶۸ هزار واژهٔ واژگان کردی کرماشانی، لکی، کلهری، زنگنه‌ای، گورانی، ایلامی و لری در ۸۴۶ صفحه نخستین بار در کردستان عراق چاپ شد و سپس در نمایشگاه بین‌المللی کتاب تهران در سال ۱۳۸۵ توسط انتشارات پرسمان منتشر شد. همچنین مجموعهٔ زرینه و سیمینه در پنج جلد که پژوهشی است در فولکلور کردی کرمانشاهی و شامل ضرب‌المثل، چیستان، کنایات، شعر و متل می‌شود. مجموعهٔ تاریکخانه که تحقیقی میدانی است در خصوص جغرافیا و تاریخ کرمانشاه و همچنین مجموعهٔ داستان‌های کُردی بنام رنگامه و نخستین رمان کُردی کرمانشاهی با عنوان آگر ملوچ و همچنین چندین مقاله و مطلب منتشرشده، حاصل پژوهش و فعالیتهای عباس جلیلیان در حوزه فرهنگ و ادبیات کُردی است.

#### جوایز
عباس جلیلیان در پاییز ۱۳۹۸ برندهٔ جایزه ادبی باشور شد. این جایزه هر سال توسط مرکز فرهنگی و نشر باشور به یک نفر در حوزه زبان و ادبیات کردی اهدا می‌شود.
آکو جلیلیان همچنین در اردیبهشت ۱۴۰۲، برندهٔ جایزهٔ سالانه بنیاد ابراهیم احمد موسوم به «خه‌لاتی بله» شد. این جایزه که با عنوان معتبرترین جایزه ادبی و فرهنگی عراق یاد می‌شود، پیشتر به افرادی همچون عبدالله اوجالان، شهرام ناظری، صلاح‌الدین دمیرتاش، کیهان کلهر و هادی ضیاءالدینی اهدا شده‌است. به دلیل اینکه امکان حضور عباس جلیلیان در مراسم رسمی اعطای این جایزه میسر نبود، گروهی فرهنگی از اقلیم کردستان با حضور در شهر کرمانشاه، این جایزه را به او اهدا کردند. مراسم رسمی این رویداد ۳۰ اردیبهشت ۱۴۰۲ در شهر سلیمانیه با حضور جمعی از شخصیت‌های فرهنگی و سیاسی برگزار شد.

## بازداشت
عباس جلیلیان روز پنجشنبه ۲۶ دی ۱۳۸۷ در اسلام‌آباد غرب دستگیر شد. وی پس از گذراندن ۲ ماه بازداشت با قرار وثیقه آزاد شده و چندی بعد از سوی دادگاه به خاطر آنچه «شناسایی و جذب جاسوس و معرفی آن به کشور بیگانه» نامیده شد، به ۱۵ ماه زندان محکوم گردید. دادگاه سفرهای جلیلیان به کردستان عراق برای شرکت در همایش‌های فرهنگی را مصداق این جرم دانسته بود. جلیلیان پس از سپری کردن این مدت بدون مرخصی در زندان دیزل آباد کرمانشاه، در آبان ۱۳۸۹ از زندان آزاد شد. دستگیری وی با موجی از اعتراضات اهالی فرهنگ در کردستان همراه شد. او پس از آزادی به مدت ۳ سال به کرج و خرمشهر تبعید شد.
عباس جلیلیان برای بار دوم ۲۴ آذر ۱۳۹۸، در محل زندگی خود، روستای بیجانه استان کرمانشاه توسط نیروهای امنیتی بازداشت و ۱ دی ۱۳۹۸ با قرار کفالت آزاد شد.

## آثار
- تاریکخانه: به‌رگی یه‌کم: کرماشان، ناسنامه‌ایکی نوێ بۆ میژووئێکی کۆن، تهران: نشر داستان، ۱۳۹۰
- ڕه‌نگامه (چیروک)، تهران: شولا، ۱۳۸۵
- زه‌رینه‌وسیمینه، جلد اول، ضرب‌المثل‌های کردی، تهران: شولا، ۱۳۸۵
- زه‌رینه‌وسیمینه، جلد دوم، چیستان‌های کردی[۱۹]
- زه‌رینه‌وسیمینه، جلد سوم، اشعار فولکلور کردی[۱۹]
- زه‌رینه‌وسیمینه، جلد چهارم، باورها و خرافه‌های کردی[۱۹]
- زه‌رینه‌وسیمینه، جلد پنج، نوحه‌های کردی[۱۹]
- گنجینهٔ گویش‌های ایرانی، گویش‌شناسی استان کرماشان؛ جلد اول، فرهنگستان زبان و ادب فارسی[۱۹]
- ف‍ره‍ن‍گ ب‍اش‍ور (ک‍ردی - ک‍ردی - ف‍ارس‍ی)، ت‍ه‍ران: پ‍رس‍م‍ان، ۱۳۸۵
- ئاگرمه‌لوچ (ساری ملخ خوار)، اسلام‌آباد غرب: مؤلف، ۱۳۸۸[۲۰]
- کوردیکا، کرمانشاه: دیباچه‏‫، جلد اول و دوم، ۱۳۹۴ (تا جلد ۷ منتشر شده و به حرف ج رسیده‌است)[۲۰]